# Warner Nickerson
Warner C. Nickerson (31 luglio 1981) è un ex sciatore alpino e sciatore freestyle statunitense.

## Biografia
Originario di Concord e attivo in gare FIS dal febbraio del 1998, Nickerson ha gareggiato prevalentemente nello sci alpino: ha esordito in Nor-Am Cup l'11 novembre 2000 a Loveland in slalom speciale e in Coppa del Mondo il 4 dicembre 2005 a Beaver Creek nella medesima specialità, in entrambi i casi senza completare la prova. In Nor-Am Cup ha ottenuto il primo podio  il 2 gennaio 2007 a Sunday River in slalom gigante (3º) e la prima vittoria il 5 gennaio successivo nella medesima località in slalom speciale; un anno dopo, il 3 gennaio 2008, ha colto sempre a Sunday River in slalom gigante la sua seconda e ultima vittoria nel circuito, mentre il 16 marzo 2010 ha conquistato l'ultimo podio, a Waterville Valley in slalom gigante (2º). Sempre nel 2010 ha preso parte a una tappa della Coppa del Mondo di freestyle, il 13 gennaio all'Alpe d'Huez, classificandosi 74º nello ski cross.
Ha ottenuto il miglior piazzamento in Coppa del Mondo il 5 dicembre 2010 a Beaver Creek in slalom gigante (24º) e ai successivi Mondiali di Garmisch-Partenkirchen 2011, sua unica presenza iridata, si è classificato 35º nello slalom gigante. Ha preso per l'ultima volta il via in Coppa del Mondo il 2 febbraio 2014 a Sankt Moritz in slalom gigante, senza completare la prova, e si è ritirato al termine della stagione 2015-2016; la sua ultima gara è stata uno slalom gigante FIS disputato il 23 marzo a Sugar Bowl, non completato da Nickerson.

## Palmarès

### Sci alpino

#### Coppa del Mondo
- Miglior piazzamento in classifica generale: 140º nel 2011

#### Nor-Am Cup
- Miglior piazzamento in classifica generale: 5º nel 2009
- 5 podi:
  - 2 vittorie
  - 2 secondi posti
  - 1 terzo posto

##### Nor-Am Cup - vittorie
| Data           | Località     | Paese       | Specialità |
| -------------- | ------------ | ----------- | ---------- |
| 5 gennaio 2007 | Sunday River | Stati Uniti | SL         |
| 3 gennaio 2008 | Sunday River | Stati Uniti | GS         |

Legenda:

GS = slalom gigante

SL = slalom speciale

#### South American Cup
- Miglior piazzamento in classifica generale: 6º nel 2006
- 3 podi:
  - 1 vittoria
  - 1 secondo posto
  - 1 terzo posto

##### South American Cup - vittorie
| Data             | Località | Paese | Specialità |
| ---------------- | -------- | ----- | ---------- |
| 2 settembre 2005 | La Parva | Cile  | SG         |

Legenda:

SG = supergigante

#### Australia New Zealand Cup
- Miglior piazzamento in classifica generale: 5º nel 2004 e nel 2011
- Vincitore della classifica di slalom gigante nel 2011
- 5 podi:
  - 3 vittorie
  - 2 secondi posti

##### Australia New Zealand Cup - vittorie
| Data             | Località     | Paese         | Specialità |
| ---------------- | ------------ | ------------- | ---------- |
| 16 agosto 2010   | Coronet Peak | Nuova Zelanda | GS         |
| 2 settembre 2010 | Coronet Peak | Nuova Zelanda | GS         |
| 22 agosto 2011   | Coronet Peak | Nuova Zelanda | GS         |

Legenda:

GS = slalom gigante

#### Campionati statunitensi
- 4 medaglie:
  - 1 argento (slalom gigante nel 2010)
  - 3 bronzi (slalom gigante nel 2008; slalom gigante nel 2009; supergigante nel 2010)